# Чечла
Чечла (груз. ჭეჭლა) — село в Грузии, на территории Адигенского муниципалитета края (мхаре) Самцхе-Джавахети.

## География
Село находится в южной части Грузии, на левом берегу реки Кваблиани, на расстоянии 7 километров (по прямой) к западо-северо-западу от посёлка городского типа Адигени, административного центра муниципалитета. Абсолютная высота — 1317 метров над уровнем моря.

## Население
По результатам официальной переписи населения 2014 года, в Чечле проживало 182 человека (95 мужчин и 87 женщин). В национальной структуре населения грузины составляли 98,4 %, армяне — 1,6 %.
| Год  | Население, человек |
| ---- | ------------------ |
| 2002 | 265                |
| 2014 | ↘ 182              |